# Abeno (métro d'Osaka)
Abeno (阿倍野駅, Abeno-eki) est une station du métro d'Osaka sur la ligne Tanimachi, située dans l'arrondissement d'Abeno à Osaka.

## Situation sur le réseau
La station Abeno est située au point kilométrique (PK) 18,4 de la ligne Tanimachi.

## Histoire
La station a été inaugurée le 27 novembre 1980.

## Services aux voyageurs

### Accès et accueil
La station est ouverte tous les jours.

### Desserte
- Ligne Tanimachi :
  - voie 1 : direction Yaominami
  - voie 2 : direction Dainichi

### Intermodalité
L'arrêt Abeno du tramway d'Osaka (ligne Uemachi) se trouve en surface.

## Dans les environs
- Abeno Harukas
- Tobita Shinchi
- Gare d'Osaka-Abenobashi